# Осторожнее с желаниями
Осторожнее с желаниями (англ. Careful What You Wish For) — американский эротический триллер, вышедший в 2015 году. Режиссёр: Элизабет Аллен Розенбаум. В главных ролях: Ник Джонас, Изабель Лукас, Грэм Роджерс и Дермот Малруни. Фильм вышел на экраны 10 июня 2016 года на Starz Distribution. Его сюжет во многом схож с фильмом «Жар тела» (1981).

## Сюжет
Даг Мартин (Ник Джонас), молодой парень, проводит лето с родителями в их доме у озера. Когда богатый банкир, Эллиот Харпер (Дермот Малруни), переезжает на новое место, Даг сразу же заводит общение с его молодой женой, Леной Харпер (Изабель Лукас). Элиот нанимает Дага работать на его яхте, что дает тому повод чаще общаться с Леной, которая не любит Эллиота и остается с ним только из-за его бизнеса. В конце концов между Леной и Дагом начинается роман. Лена предупреждает Дага о том, что её муж — властный и ревнивый мужчина; она рассказывает о побоях, которые наносит ей муж.
Однажды вечером Лена звонит Дагу и просит помощи. Она утверждает, что Эллиот напал на неё, и она, отбиваясь, случайно убила его. Лена убеждает любовника помочь ей замести следы. Так как Эллиот умер, девушке переходит крупная сумма по страховке. Подозрение быстро падает на Дага. В конце концов он понимает, что Лена манипулировала им все это время, намереваясь обвинить его в убийстве Эллиота; на следствии она утверждала, что вместо взаимных отношений Даг преследовал её и изнасиловал, а затем убил Эллиота в порыве ревности. Даг пытается доказать свою невиновность.
Лена получила деньги по страховке, полиция уже готова арестовать парня. Это вынуждает Дага начать искать улики, такие как телефон, который использовала Лена для тайных разговоров с ним. Лена проявляет последний жест любви: она сама отдает телефон, содержащий оправдательные улики.
Лена и её любовница, Энжи, бегут из страны на частном самолёте.
В заключение, голос Дага за кадром рассказывает о том, что он все-таки был отправлен в тюрьму, но лишь на короткий срок. Лена и Энжи все ещё находятся в бегах.

## В ролях
- Ник Джонас — Даг Мартин;
- Изабель Лукас — Лена Харпер;
- Кэндис Макклюр — Энджи Альварес;
- Грэм Роджерс — Карсон;
- Дермот Малруни — Эллиот Харпер;
- Марк Маколей — Гордон;
- Пол Сорвино — шериф;
- Джон Дрискелл Хопкинс — Гус;
- Алекс тер Авест — Эмма Shalloway;
- Дэвид Шерилл — Брайан;
- Кики Харрис — Эмили Мартин;
- Джей Поттер — Ричард;

## Производство
В сентябре 2012 года было объявлено, что Изабель Лукас присоединится к актёрскому составу фильма. Режиссёр, Элизабет Аллен, снял фильм по сценарию Криса Фрисина в партнёрстве с Hyde Park-Image Nation, Troika Pictures и Merced Media Partners. В январе 2013 года был проведен кастинг. В марте 2013 года было объявлено, что Ник Джонас присоединился к актёрскому составу фильма в роли Дага Мартина. В том же месяце было объявлено, что Дермот Малруни будет играть роль Эллиота. В апреле 2013 года было сказано, что Грэм Роджерс будет играть роль Карсона, лучшего друга Дага.

## Съемки
Съемки начались 22 апреля 2013 года в Северной Каролине и закончены в мае 2013 года. Фильм был частично профинансирован на $1 193 150 (примерно 25 % издержек киносъемки) Департаментом доходов Северной Каролины.

## Премьера
Ещё до начала съемок Hyde Park International продал права на распространение фильма в Германии, Латинской Америке, Восточной Европе, Ближнем Востоке, Турции, Португалии, Южной Африке и Индонезии. Фильм вышел в свет 22 августа 2015 в Испании и собрал 1,4 миллиона зрителей за первый просмотр. В марте 2016 года Starz Digital приобрел права на распространение фильма в США.